# Shape of Despair (Album)
Shape of Despair ist eine Kompilation der finnischen Funeral-Doom-Band Shape of Despair.

## Geschichte
Shape of Despair ist die erste Kompilation der Band. Sie wurde am 3. August 2005 durch Spikefarm Records und Fono Ltd., exklusiv für den russischen Markt lizenziert, als CD veröffentlicht. Der Autor der Doom-Metal-Enzyklopädie Doom Metal Lexicanum II Aleksey Evdokimov mutmaßte, dass die Kompilation auf das Bestreben des Labels Spikefarm Records hin erschien, um am Erfolg des Albums Illusion’s Play anzuknüpfen. Im folgenden Jahr gab Season of Mist die Kompilation erneut heraus.

## Albuminformationen
Shape of Despair enthält sieben separate Stücke, die eine Gesamtspielzeit von 1:03:41 Stunden haben. Die Gestaltung übernahm Mariusz Krystew.

### Titelliste
1. Sleeping Murder: 08:35
2. Night’s Dew: 04:16
3. Sylvan-Night: 10:23
4. Quiet These Paintings Are / Outro: 12:02
5. Woundheir: 8:52
6. To Adorn: 9:41
7. … in the Mist: 09:52

### Zu den einzelnen Titeln
Shape of Despair dokumentiert unveröffentlichte Aufnahmen von mehreren Jahren der Band Shape of Despair und des Vorläufers Raven, die Jarno Salomaa mit den wechselnden Musikern seiner Gruppe gemeinsam einspielte. Die Stücke sind chronologisch von den jüngsten zu den ältesten Aufnahmen arrangiert.
Salomaa spielt stets Keyboard, Synthesizer und die Leadgitarre. Das einzig neue Stück der Kompilation Sleeping Murder entstand mit Tomi Ullgrén als Gitarrist, Pasi und Natalie Koskinen als Gesangs-Duo, Samu Ruotsalainen als Schlagzeuger und Sami Uusitalo als Bassist. Die Aufnahmen fanden in den Sundicoop Studios in Savonlinna, Finnland im März des Jahres 2005 statt.
Das Stück Night’s Dew war im Original das Abschlussstück des Albums Angels of Distress. Die auf Shape of Despair enthaltene Version des Instrumentals wurde nachbearbeitet und gekürzt. Als Instrumentalstück waren Pasi und Natalie Koskinen, die zum Zeitpunkt der Aufnahmen als Gesangs-Duo fungierten nicht an der Aufnahme beteiligt. Ansonsten brachten sich   Ullgrén als Gitarrist und Samu Ruotsalainen als Schlagzeuger ein. Ein Bassist wird offiziell nicht benannt. Zu den Albumaufnahmen brachte sich allerdings Ullgren als Bassist ein.
Sylvan-Night wurde im Sommer 1999 in der Ausarbeitung des Debüts Shades of … eingespielt. An den Aufnahmen waren Ullgrén als Gitarrist, Natalie Koskinen als Sängerin und Toni Mäensivu als Sänger und Schlagzeuger beteiligt. Ein Bassist wird auch hier nicht angegeben, zu den Albumaufnahmen spielte Ullgrén den Bass ein.
Quiet These Paintings Are / Outro fasst beide Stücke des Raven-Demos Promo 1998 als einen Titel zusammen. Das im Herbst 1998 eingespielte Demo war die erste Aufnahme der Band unter der Beteiligung von Natalie Koskinen und die einzige zu der der Sänger Miika „Azhemin“ Niemelä Teil der Band war. Die beiden folgenden Titel sind Dokumente des Raven-Demo Alone in the Mist. Auf alle Raven-Aufnahmen brachte sich Ullgrén als Bassist ein und Mäensivu als Schlagzeuger. Zu den Stücken Woundheir und To Adorn … übernahm Mäensivu auch den Gesang. Die beiden Titel sind derweil auf dem Begleitmaterial der CD fehlerhaft betitelt. Das fünfte Stück wird nicht als Wonudheir, sondern als To Adorn, angegeben und das sechste als Shadowed Dreams und nicht als To Adorn. Das Finale … in the Mist ist eine Probefaumaufnahme, des später mehrfach eingespielten Instrumentals, aus dem Jahr 1995. Mäensivu spielte das Schlagzeug, Ullgrén den Bass und Salomaa Gitarre.

### Stil
Als Retrospektive entspricht der Stil der Kompilation jenem für den die Gruppe bis dahin bekannt war. Der Großteil der enthaltenen Stücke dokumentiert Aufnahmen die bereits vor dem Debüt Shades of … eingespielt wurden. Entsprechend wird die Musik dem Funeral Doom zugerechnet und konkret jenem stereotypen Funeral Doom den Shape of Despair bis zu ihrem zweiten Studioalbum Angels of Distress spielten. Entsprechend wurde der Klang als „trist und düster“ und „verzweifelt“ besprochen.

## Wahrnehmung
Als retrospektive Kompilation wurde Shape of Despair nur wenig rezensiert. KwonVerge von Metalstorm nannte sie eine Veröffentlichung, die sich vornehmlich an Fans der Band richte. Evdokimov urteilte rückblickend, dass sich die Veröffentlichung aufgrund der Umstände gelohnt habe, da Shape of Despair über Jahre kein weiteres Studioalbum veröffentlichen sollten.